# Bni Bouchibet
Bni Bouchibet (franska: Bni Bouchibet (CR), Bni Bouchibet (Commune Rurale), arabiska: بني بوشبت) är en kommun i Marocko.   Den ligger i provinsen Al Hoceïma och regionen Tanger-Tétouan-Al Hoceïma, i den nordöstra delen av landet, 230 km öster om huvudstaden Rabat. Antalet invånare är 8 102.